# Ньюбург-Гайтс (Огайо)
Ньюбург-Гайтс (англ. Newburgh Heights) — селище (англ. village) в США, в окрузі Каягога штату Огайо. Населення — 1862 особи (2020).

## Географія
Ньюбург-Гайтс розташований за координатами 41°27′4″ пн. ш. 81°39′47″ зх. д. / 41.45111° пн. ш. 81.66306° зх. д. (41.451059, -81.663166).  За даними Бюро перепису населення США в 2010 році селище мало площу 1,51 км², з яких 1,51 км² — суходіл та 0,00 км² — водойми.

## Демографія
Згідно з переписом 2010 року, у селищі мешкало 2167 осіб у 958 домогосподарствах у складі 536 родин. Густота населення становила 1434 особи/км².  Було 1145 помешкань (758/км²).
Расовий склад населення:
| - 79,1 % — білих - 14,9 % — чорних або афроамериканців - 0,3 % — азіатів - 0,1 % — корінних американців - 2,3 % — осіб інших рас |

До двох чи більше рас належало 3,2 %. Частка іспаномовних становила 5,4 % від усіх жителів.
За віковим діапазоном населення розподілялося таким чином: 24,8 % — особи молодші 18 років, 62,6 % — особи у віці 18—64 років, 12,6 % — особи у віці 65 років та старші. Медіана віку мешканця становила 37,2 року. На 100 осіб жіночої статі у селищі припадало 104,0 чоловіків;  на 100 жінок у віці від 18 років та старших — 96,0 чоловіків також старших 18 років.
Середній дохід на одне домашнє господарство  становив 40 479 доларів США (медіана — 33 781), а середній дохід на одну сім'ю — 45 730 доларів (медіана — 36 689). Медіана доходів становила 41 607 доларів для чоловіків та 28 991 долар для жінок. За межею бідності перебувало 27,3 % осіб, у тому числі 42,8 % дітей у віці до 18 років та 8,1 % осіб у віці 65 років та старших.
Цивільне працевлаштоване населення становило 916 осіб. Основні галузі зайнятості: освіта, охорона здоров'я та соціальна допомога — 21,0 %, мистецтво, розваги та відпочинок — 15,6 %, виробництво — 15,1 %.